# Insurrezione anti-britannica in Iraq
L'insurrezione anti-britannica in Iraq (chiamata in arabo al-Thawra al-ʿIrāqiyya al-Kubrā, ossia "grande rivoluzione irachena") scoppiò a Baghdad nell'estate del 1920, con una serie di manifestazioni di massa cui parteciparono sia i sunniti, sia gli sciiti, inclusi i militari arabi delle disciolte forze armate ottomane, amareggiati e delusi dalle mancata attuazione delle passate promesse britanniche di dar vita a uno Stato arabo unificato e dalla politica di Sir Arnold Wilson.
L'insurrezione guadagnò ulteriori consensi quando si allargò alle regioni sciite (le più popolose) del Medio e Basso Eufrate, ricevendo il sostegno del Naqīb al-Ashrāf, lo sceicco Mahdi al-Khalissi.
Sebbene l'insurrezione - di impronta squisitamente nazionalistica - fosse facilmente repressa già verso la fine del 1920 dai britannici (che hanno fatto ricorso, con l'esplicito incoraggiamento dell'allora Segretario per le Colonie Winston Churchill, all'uso di iprite e di altri gas velenosi), essa non fu del tutto domata fino al 1922.
La più imponente rivolta venne dai curdi iracheni, che dettero vita a due distinti regni, uno dei quali affidato allo sceicco Mahmud Barzanji (che in lingua araba viene ricordato come Mahmud Barzani).
Durante l'insurrezione, i britannici sembra che abbiano usato bombe al fosforo bianco contro i villaggi curdi, che in seguito avrebbero patito lo stesso trattamento dal regime ba'thista di Saddam Hussein. Tale tipo di arma fu usata anche nella zona di al-Habbaniyya (dove la RAF organizzò una sua base) e nella provincia di al-Anbār.

## Antefatti
Dopo il Trattato di Versailles del 1919 dopo la prima guerra mondiale, l'idea avanzata dalla Società delle Nazioni di creare mandati per i territori che le potenze centrali sconfitte avevano occupato cominciò a prendere forma. Il principio era che i territori alla fine diventassero indipendenti, anche se sotto la tutela di uno dei paesi vittoriosi dell'Intesa. Le persone nelle province ottomane iniziarono a temere il concetto di mandato poiché "sembrava suggerire il dominio imperiale europeo con un altro nome".
Alla Conferenza di Sanremo dell'aprile 1920, la Gran Bretagna ottenne il Mandato della Mesopotamia, come l'Iraq era chiamato nel mondo occidentale, e un mandato della Palestina. In Iraq, l'amministrazione britannica licenziò la maggior parte degli ex funzionari ottomani e la nuova amministrazione aveva principalmente funzionari britannici. Molti iracheni iniziarono a temere che l'Iraq sarebbe stato incorporato nell'Impero britannico. Uno dei più eminenti mujtahid sciiti, l'ayatollah Muhammad Taqi al-Shirazi, emise poi una fatwā "dichiarando che il servizio nell'amministrazione britannica era illegale". C'era un crescente risentimento verso le nuove politiche britanniche, come le nuove leggi sulla proprietà terriera. Ciò sconvolse i leader tribali, soprattutto quando si trattò di una nuova tassa per la sepoltura nel cimitero di Wadi al-Salam a Najaf, dove venivano seppelliti gli sciiti di tutto il mondo. Gli incontri tra gli ulema sciiti e i leader tribali discussero strategie per proteste pacifiche, ma considerarono un'azione violenta se non avessero ottenuto risultati.

## L'insurrezione
Il malcontento per il dominio britannico si materializzò nel maggio 1920 con l'inizio di riunioni di massa e manifestazioni a Baghdad. L'inizio dell'insurrezione venne incentrato su proteste pacifiche contro il dominio britannico. Ci furono grandi raduni sia nelle moschee sunnite che in quelle sciite, il che dimostrava che la cooperazione tra le due principali sette della società irachena era possibile. In uno degli incontri più grandi, vennero nominati 15 rappresentanti per presentare la causa dell'indipendenza irachena ai funzionari britannici. Il commissario civile ad interim, Arnold Wilson, respinse le loro richieste come impraticabili.
Alla fine di giugno 1920 scoppiò una rivolta armata. L'ayatollah al-Shirazi emise un'altra fatwā che diceva: "È dovere degli iracheni rivendicare i loro diritti. Chiedendoli dovrebbero mantenere la pace e l'ordine. Ma se gli inglesi impediscono loro di ottenendo i propri diritti è consentito l'uso della forza difensiva." Ciò sembrava incoraggiare la rivolta armata. Le autorità britanniche cercarono di contrastarla arrestando uno sceicco della tribù Zawalim. Più tardi, una banda armata di leali guerrieri tribali fece irruzione nella prigione e lo liberò. La rivolta prese presto slancio poiché le guarnigioni britanniche nella regione del medio Eufrate erano deboli e le tribù armate molto più forti. Alla fine di luglio, i ribelli tribali armati controllavano la maggior parte della regione del medio Eufrate. Il successo delle tribù fece sì che la rivolta si estendesse al basso Eufrate e tutt'intorno a Baghdad.
Il segretario alla guerra britannico, Winston Churchill, autorizzò rinforzi immediati dall'Iran che includevano due squadroni della Royal Air Force. L'uso degli aerei spostò il vantaggio sugli inglesi e giocò un ruolo enorme nel porre fine alla rivolta. Alcune tribù operarono contro la rivolta poiché erano state riconosciute dalle autorità britanniche e approfittarono del riconoscimento. Alla fine, i ribelli iniziarono a esaurire le scorte e i fondi, non poterono sostenere la rivolta ancora per molto e le forze britanniche erano diventate più efficaci. La rivolta terminò nell'ottobre 1920, quando i ribelli consegnarono Najaf e Kerbala alle autorità britanniche.

## Conseguenze
Tra 6 000 e 10 000 iracheni e circa 1 000 soldati britannici ed indiani morirono durante la rivolta. La RAF effettuò missioni per un totale di 4 008 ore, sganciò 97 tonnellate di bombe e sparò 183 861 colpi con la perdita di nove uomini uccisi, sette feriti ed 11 aerei distrutti dietro le linee ribelli. La rivolta indusse i funzionari britannici a riconsiderare drasticamente la loro strategia in Iraq. Essa costò al governo britannico 40 milioni di sterline, il doppio del budget annuale assegnato all'Iraq e un fattore enorme nel riconsiderare la loro strategia in Iraq. Era costata più dell'intera rivolta araba finanziata dai britannici contro l'Impero ottomano nel 1917-1918.
Il nuovo segretario per le Colonie, Winston Churchill, decise che era necessaria una nuova amministrazione in Iraq così come le colonie britanniche in Medio Oriente avevano chiesto una grande conferenza al Cairo nel 1921. Nel marzo 1921 alla Conferenza del Cairo, i funzionari britannici discussero del futuro dell'Iraq. Gli inglesi ora volevano controllare l'Iraq con mezzi più indiretti, principalmente installando ex funzionari amici del governo britannico. Alla fine decisero di insediare Faysal ibn Husayn come re d'Iraq. Faysal aveva già lavorato con gli inglesi nella rivolta araba durante la prima guerra mondiale e aveva buoni rapporti con alcuni importanti funzionari. I funzionari britannici pensavano anche che l'installazione di Faysal come re avrebbe impedito a Faysal di combattere i francesi in Siria e di danneggiare le relazioni franco-britanniche.
Per gli iracheni, la rivolta servì come parte della fondazione del nazionalismo iracheno, sebbene questa conclusione sia dibattuta dagli studiosi. Ha anche mostrato una cooperazione senza precedenti tra musulmani sciiti e sunniti, sebbene questa cooperazione non sia durata molto più a lungo della fine della rivolta.